# 森特鎮區 (愛荷華州第開特縣)
森特鎮區（英語：Center Township）是位於美國愛荷華州第開特縣的一個行政鎮區。

## 地方資料
根據2010年美國人口普查的數據，森特鎮區的面積為85.74平方千米，當中陸地面積為84.66平方千米，而水域面積為1.08平方千米。當地共有人口317人，而人口密度為每平方千米3.7人。